# Croatotrechus
Croatotrechus is een geslacht van kevers uit de familie van de loopkevers (Carabidae). De wetenschappelijke naam van het geslacht is voor het eerst geldig gepubliceerd in 1999 door Casale & Jalzic.

## Soorten
Het geslacht Croatotrechus is monotypisch en omvat slechts de volgende soort:
- Croatotrechus tvrtkovici Casale et Jalzic, 1999